# Lijst van Japanse rockbands en -artiesten
Deze pagina bevat een lijst van Japanse rockbands en rockartiesten, ingedeeld op alfabet.

## #
- 12012
- 36481

## A
- Abigail
- Acid
- Acid Mothers Temple
- Acidman
- Aikaryu
- Aile
- Ain Soph
- Aioria
- Ai Otsuka
- Ajico
- Akeboshi
- Alice Nine
- Aliene Ma'riage
- Aliza Marie
- Amadeus
- Anna Tsuchiya
- Anti Feminism
- Anti-Kranke
- Antique Cafe
- Antique Doll
- Anthem
- Aqua-Leaf
- Aqua timez
- Arashi
- L'Arc-en-Ciel
- Art Marju Duchain
- Art-School
- Asian Kung-Fu Generation
- Atsushi Yokozeki
- Aurora
- Aushvitz
- Ayabie
- Ayumi Hamasaki

## B
- Babymetal
- The Back Horn
- Baiser
- Baku
- Baroque
- Basilisk Glance
- Beat Crusaders
- Berry
- Black Jack
- The Black Mages
- Blam Honey
- The Blankey Jet City
- Blood
- The Blue Hearts
- BoA
- Bo Gumbos
- The Boom
- Boom Boom Satellites
- BOØWY
- Boredoms
- Boris
- Brahman
- BRACED
- The Brilliant Green
- Buck-Tick
- By-sexual
- B'z

## C
- Cains Feel
- Cali≠Gari
- Camino
- Carol
- Champloose
- Charlotte
- Choke Sleeper
- Church Of Misery
- Clavier
- Clothoid†Doll
- Coldrain
- Crush 40
- Cuartet

## D
- D
- D=sire
- †D'espairsRay†
- Das Vasser
- Deadly Sanctuary
- Deadman
- Dead End
- Death†Cupid
- Deathgaze
- Delphinium
- Dir en grey
- doa
- Do As Infinity
- DopeHEADz
- Doremidan
- Dr. Strange Love
- Dué le Quartz
- Duel Jewel

## E
- Eile de Mu
- The Elephant Kashimashi
- Electric Eel Shock
- Eliphas Levi
- Eve of Destiny

## F
- Fairy Fore
- Fake?
- Fatima
- The Flare
- FM Xband
- Freenote

## G
- G-Zet
- G.A.T.E.S.
- G.I.S.M.
- Gackt
- Galneryus
- Gazette
- Gastunk
- GLAY
- GO!GO!7188
- Going Under Ground
- Grapevine
- Guitar Vader
- Guitar Wolf
- Gullet
- Guniw Tools
- Girugamesh

## H
- Hakuei
- Halcali
- Hayami Kishimoto
- Head Phones President
- hide
- Hitomi Shimatani
- The High-Lows
- HIGH and MIGHTY COLOR
- High-Technology Suicide
- Hoover's Ooover
- Hound Dog
- Husking Bee
- HYDE

## I
- Inago Rider (175R)
- Iceman
- The Inazuma Sentai
- Inoran
- Inugami Circus-dan

## J
- Janne Da Arc
- Jils
- Jinkaku Radio
- Jude

## K
- Kagerou
- Kagrra,
- Kalen
- Kana
- KAT-TUN
- Katze
- Ketsumeishi
- Kilhi†ice
- Kisaki Project
- Klaha
- Kneuklid Romance
- Közi
- Kome Kome Club
- Kra
- Kumi Koda
- Kuroyume
- Kyoji Yamamoto

## L
- Lä-ppisch
- La'Cryma Christi
- La'Mule
- Laputa
- Lareine
- Laughin' Nose
- Lazy Lou's Boogie
- Les Rallizes Denudes
- Lia
- Lin Clover
- Look
- Love Psychedelico
- Lindberg
- Losalios
- Loudness
- Luci'fer liscious violenoue
- Luna Sea

## M
- Malice Mizer
- Make-Up
- Masonna
- Maximum the Hormone
- Merry
- Merzbow
- Metronome
- Miyavi
- Moi Dix Mois
- Morning Musume
- Morrie
- MUCC

## N
- New Sodmy
- Nightmare
- Noodles
- Noir Fleurir
- Novogu
- Number Girl

## O
- Oblivion Dust
- Onanie Machine
- Onmyouza
- Outo
- Orange Range
- Otokogumi

## P
- Panic Channel
- Penicillin
- Penpals
- Perfume
- Phantasmagoria
- Phobia
- The Paiss
- Pierrot
- The Pillows
- Plastic Tree
- Poisonous Doll
- Polysics
- Porno Graffitti
- Psycho le Cému
- Puffy AmiYumi
- P'UNK~EN~CIEL

## Q
- Quruli

## R
- Rajas
- Raphael
- RC Succession
- Red Bacteria Vacuum
- Rentrer en Soi
- Rice
- Rip Slyme
- Road of Major
- The Roosters
- Ruins

## S
- SADS
- Sambo Master
- Salt 5
- Savertiger
- Schellen
- Schwarz Stein
- Schwein
- SCISSOR
- Seagull Screaming Kiss Her Kiss Her
- SEAMO
- See-Saw
- Sex Machineguns
- Sherbets
- Shiina Ringo
- Shinki Chen
- Shiver
- Show-Ya
- Siam Shade
- SID
- Ska Ska Club
- Soft Ballet
- Soul Flower Union
- Southern All Stars
- Sparks Go Go
- Speed, Glue & Shinki
- SPITZ
- Stance Punks
- Stompin' Bird
- The Street Sliders
- Sugizo
- SUPER BELL"Z
- Super Egg Machine
- Super Junky Monkey
- The System of Alive

## T
- Takayoshi Ohmura
- Takei Shiori
- TETSU69
- Thee Michelle Gun Elephant
- TM NETWORK
- T.M. Revolution
- Tokyo Jihen
- Tokyo Michael
- Tokyo Yankees
- Tommy heavenly6

## U
- Unicorn
- Ulfuls
- Used to be a Child
- UVERworld

## V
- V6
- The Velvet
- Velvet Eden
- Vice†Risk
- ViDoll
- Vinett
- Violet UK
- Vow Wow

## W
- Waive
- Wyse
- Walrus

## X
- X Japan

## Y
- Tomohisa Yamashita
- Yellow Machinegun
- The Yellow Monkey
- Youjeen
- Younha
- Yousei Teikoku
- Yui
- Yui Horie
- Yuna Ito

## Z
- ZARD
- Zelch123
- Zeppet Store
- Zi:Kill
- Zigzo
- Zilch
- Zwei